# Кресло Гогена
«Кресло Гогена» (нидерл. De stoel van Gauguin) — картина известного нидерландского художника Винсента Ван Гога. Она была написана в ноябре 1888 года в Арле. Находится в художественном музее Ван Гога в Амстердаме.

## История
Известный французский художник Поль Гоген, который был близким другом и коллегой Ван Гога, приехал в Арль в конце декабре 1888 года. Винсент был очень рад его приезду. Примерно два месяца художники жили в доме на улице Ламартин (Жёлтый дом). Эту картину Ван Гог написал в конце ноября 1888 года. Ван Гог хотел показать, что именно такие пустые стулья часто служат персонификацией владельцев. Примерно в то же время он написал ещё картину «Стул Винсента с трубкой», которая считается дополнением к картине «Кресло Гогена. Эта картина находится в Национальной галерее Лондона. Символически Ван Гог желал передать через эти полотна то, насколько у двух художников были разные характеры.
Из письма Винсента Ван Гога брату Тео:  "Если к сорока годам я сделаю фигурную композицию на том же уровне, что и цветы, о которых говорил Гоген, я смогу считать себя живописцем не хуже всякого другого. Поэтому — настойчивость и еще раз настойчивость. А покамест могу заявить, что два мои последних этюда довольно забавны. Это холсты размером в 30. Первый — стул с совершенно желтым соломенным сиденьем на фоне стены и красных плиток пола (днем). Второй — зеленое и красное кресло Гогена при ночном освещении, пол и стены также зеленые и красные, на сиденье два романа и свеча. Написан этюд на парусине густыми мазками."